# خانه حسن‌نژاد
منزل حسن‌نژاد مربوط به اواخر دوره قاجار است و در فسا، محله شیخ‌آباد، روبروی مسجد شیخ‌آباد واقع شده و این اثر در تاریخ ۱۱ دی ۱۳۸۰ با شمارهٔ ثبت ۴۵۳۶ به‌عنوان یکی از آثار ملی ایران به ثبت رسیده است.